# Álex Aguinaga
Álex Darío Aguinaga Garzón, mais conhecido como Álex Aguinaga ou simplesmenteAguinaga (Ibarra, 9 de julho de 1968), é um treinador e ex-futebolista equatoriano que atuava como meia. Aguinaga foi apelidado de "El Maestro", "La Machona" ou "El Güero Ecuatoriano" e se destacou por sua técnica, habilidade, talento e visão periférica de jogo.

## Carreira
Jogando por clubes, Aguinaga jogou pelo Deportivo Quito, Necaxa, Cruz Azul e LDU, obtendo mais sucesso como jogador do Necaxa.
Durante sua carreira, Aguinaga foi observado por vários clubes europeus interessados em sua contratação, inclusive a Internazionale e Real Madrid.
Contudo como era considero um jogador chave para a equipe as propostas sempre foram recusadas, fosse qualquer preço oferecido.

## Seleção
Aguinaga ajudou a Seleção Equatoriana de Futebol a ir à sua primeira Copa do Mundo em 2002.

## Estatísticas

### Clubes
| Deportivo Quito · Equador |                   |                   |     |     |    |    |    |     |      |      |      |  |  |  |  |
| Serie A de Ecuador        | 1984              | 1                 | 0   | -   | -  | -  | -  | 1   | 0    | 0    |      |  |  |  |  |
| Serie A de Ecuador        | 1985              | 33                | 2   | -   | -  | -  | -  | 33  | 2    | 0.06 |      |  |  |  |  |
| Serie A de Ecuador        | 1986              | 29                | 7   | -   | -  | 6  | 0  | 35  | 7    | 0.2  |      |  |  |  |  |
| Serie A de Ecuador        | 1987              | 36                | 12  | -   | -  | -  | -  | 36  | 12   | 0.33 |      |  |  |  |  |
| Serie A de Ecuador        | 1988              | 32                | 9   | -   | -  | -  | -  | 32  | 9    | 0.28 |      |  |  |  |  |
| Serie A de Ecuador        | 1989              | 16                | 8   | -   | -  | 8  | 3  | 24  | 11   | 0.46 |      |  |  |  |  |
| Total pelo clube          | Total pelo clube  | 147               | 38  | -   | -  | 14 | 3  | 161 | 41   | 0.25 |      |  |  |  |  |
| I.D. Necaxa · México      |                   |                   |     |     |    |    |    |     |      |      |      |  |  |  |  |
| Liga MX                   |                   |                   |     |     |    |    |    |     |      |      |      |  |  |  |  |
| 1989-90                   | 32                | 5                 | 4   | 0   | -  | -  | 36 | 5   | 0.14 |      |      |  |  |  |  |
| 1990-91                   | 35                | 3                 | 8   | 1   | -  | -  | 43 | 4   | 0.09 |      |      |  |  |  |  |
| 1991-92                   | 38                | 8                 | 6   | 3   | -  | -  | 46 | 11  | 0.24 |      |      |  |  |  |  |
| 1992-93                   | 35                | 7                 | -   | -   | -  | -  | 35 | 7   | 0.2  |      |      |  |  |  |  |
| 1993-94                   | 33                | 7                 | -   | -   | -  | -  | 33 | 7   | 0.21 |      |      |  |  |  |  |
| 1994-95                   | 40                | 7                 | 3   | 0   | 2  | 1  | 45 | 8   | 0.18 |      |      |  |  |  |  |
| 1995-96                   | 36                | 7                 | 3   | 0   | 5  | 1  | 41 | 8   | 0.2  |      |      |  |  |  |  |
| 1996-97                   | 39                | 4                 | 7   | 0   | -  | -  | 46 | 4   | 0.09 |      |      |  |  |  |  |
| 1997-98                   | 35                | 8                 | -   | -   | -  | -  | 35 | 8   | 0.23 |      |      |  |  |  |  |
| 1998-99                   | 35                | 8                 | 1   | 0   | 4  | 1  | 40 | 9   | 0.23 |      |      |  |  |  |  |
| 1999-00]]                 | 32                | 7                 | -   | -   | 10 | 1  | 42 | 8   | 0.19 |      |      |  |  |  |  |
| 2000-01                   | 32                | 9                 | -   | -   | 6  | 0  | 38 | 9   | 0.24 |      |      |  |  |  |  |
| 2001-02                   | 22                | 3                 | -   | -   | 5  | 0  | 27 | 3   | 0.11 |      |      |  |  |  |  |
| 2002-03                   | 32                | 2                 | -   | -   | 6  | 0  | 38 | 2   | 0.05 |      |      |  |  |  |  |
| Total pelo clube          | Total pelo clube  | 476               | 85  | 31  | 4  | 36 | 4  | 543 | 93   | 0.17 |      |  |  |  |  |
| Cruz Azul F.C. · México   |                   |                   |     |     |    |    |    |     |      |      |      |  |  |  |  |
| Liga MX                   | 2003              | 14                | 0   | -   | -  | -  | -  | 14  | 0    | 0    |      |  |  |  |  |
| Total pelo clube          | Total pelo clube  | 14                | 0   | -   | -  | -  | -  | 14  | 0    | 0    |      |  |  |  |  |
| Liga de Quito · Equador   |                   |                   |     |     |    |    |    |     |      |      |      |  |  |  |  |
| Serie A de Ecuador        | 2004              | 31                | 6   | -   | -  | 15 | 4  | 46  | 10   | 0.22 |      |  |  |  |  |
| Serie A de Ecuador        | 2005              | 39                | 3   | -   | -  | 13 | 1  | 52  | 4    | 0.08 |      |  |  |  |  |
| Total pelo clube          | Total pelo clube  | 70                | 9   | -   | -  | 28 | 5  | 98  | 14   | 0.14 |      |  |  |  |  |
| Total na carreira         | Total na carreira | Total na carreira | 707 | 132 | 31 | 4  | 79 | 12  | 818  | 148  | 0.18 |  |  |  |  |
|                           |                   |                   |     |     |    |    |    |     |      |      |      |  |  |  |  |

### Selección nacional
| Competição                    | Seleção           | Sede                  | Resultado      | Jogos | Gols |
| ----------------------------- | ----------------- | --------------------- | -------------- | ----- | ---- |
| Copa América 1987             | Seleção Principal | Argentina             | Primei ra fase | 1     | 0    |
| Copa América de 1989          | Seleção Principal | Brasil                | Primei ra fase | 4     | 0    |
| Copa América de 1991          | Seleção Principal | Chile                 | Primei ra fase | 4     | 2    |
| Copa América de 1993          | Seleção Principal | Equador               | Quarto lugar   | 6     | 2    |
| Copa América de 1995          | Seleção Principal | Uruguai               | Primeira fase  | 3     | 0    |
| Copa América de 1999          | Seleção Principal | Paraguai              | Primeira fase  | 3     | 0    |
| Copa América de 2001          | Seleção Principal | Colômbia              | Primeira fase  | 2     | 0    |
| Copa Ouro da CONCACAF de 2002 | Seleção Principal | Estados Unidos        | Primeira fase  | 2     | 2    |
| [Copa do Mundo FIFA de 2002   | Seleção Principal | Coreia do Sul e Japão | Primeira fase  | 3     | 0    |
| Copa América de 2004          | Seleção Principal | Peru                  | Primeira fase  | 2     | 0    |
| Total                         | –                 | –                     | –              | 34    | 6    |

## Títulos
Necaxa
- Recopa da CONCACAF: 1994
- Copa do México: 1995
- Primeira Divisão Mexicana: 1994-95, 1995-96
- Campeón de Campeones: 1995
- Campeonato de Inverno: 1998
- Liga dos Campeões da CONCACAF: 1999

LDU Quito
- Campeonato Equatoriano de Futebol: 2005 Apertura

### Conquistas individuais
| Prêmio                                                                | Ano/Temporada |
| --------------------------------------------------------------------- | ------------- |
| Equipo Ideal da América                                               | 1989          |
| Prêmio Citlalli ao Melhor Meiocampista da Primera División de México  | 1992-93       |
| Prêmio Citlalli ao Melhor Jogador da Primera División de México       | 1995-96       |
| Prêmio Citlalli ao Melhor Meia Ofensivo da Primera División de México | 1995-96       |
| Clube dos 100 da FIFA                                                 | 2004          |